# Christian Fleck
Christian Fleck (* 18. März 1954 in Graz) ist ein österreichischer Soziologe.
Fleck promovierte 1979 in Graz und habilitierte sich 1989 an der Universität Wien für Geschichte der Soziologie und qualitative Sozialforschung. 1993/1994 war er Schumpeter Fellow an der Harvard-Universität (USA). Von 1997 bis 2019 war er außerordentlicher Professor für Soziologie an der Karl-Franzens-Universität Graz. Forschungs- und Lehraufenthalte hatte er in Harvard, New York, Berkeley, Moskau u. a. Er war ab 2003 Mitglied des Vorstands des Instituts für Rechts- und Kriminalsoziologie in Wien.
Fleck war von 2005 bis 2009 Präsident der Österreichischen Gesellschaft für Soziologie (ÖGS). Ab 2020 ist er Fellow am Institut für Höhere Studien IHS in Wien.
Einer breiteren Öffentlichkeit wurde Fleck in den Jahren 2005 und 2006 bekannt, als er während des Prozesses gegen den Holocaustleugner David Irving kritische Stellungnahmen zum Verbotsgesetz veröffentlichte und dieses als nicht gerechtfertigte Einschränkung der Meinungsfreiheit bezeichnete. Es sei unverhältnismäßig, so Fleck, Irvings (falsche) Ansichten zu verbieten, während gleichzeitig noch einige NS-Kriegsverbrecher von der Strafverfolgung unbehelligt in Österreich leben würden. Die daraus entstandene Debatte fand auch in internationalen Medien Beachtung.

## Schriften (Auswahl)
- Koralmpartisanen. Über abweichende Karrieren politisch motivierter Widerstandskämpfer, Böhlau, Wien/Köln 1986, ISBN 3-205-07078-X.
- Ein Rückblick auf ‚Koralmpartisanen‘. In: Daniel Gethmann, Waltraud P. Indrist (Hrsg.): Topographie des Widerstands in der Steiermark 1938–1945: Eine Ausstellung. Band 8 der Reihe architektur + analyse, hrsg. von Anselm Wagner, Institut für Architekturtheorie, Kunst- und Kulturwissenschaften der TU Graz. Jovis Verlag, Berlin 2022, ISBN 978-3-86859-722-6, ZDB-ID 2683891-6, S. 101–117 (Begleitband zur Wanderausstellung im Frühjahr und Sommer 2020 in der Steiermark).
- Der Fall Brandweiner. Universität im Kalten Krieg, Verlag für Gesellschaftskritik, Wien 1987, ISBN 3-900351-81-3.
- Rund um „Marienthal“. Von den Anfängen der Soziologie in Österreich bis zu ihrer Vertreibung, Verlag für Gesellschaftskritik, Wien 1990, ISBN 3-85115-127-5.
- Transatlantische Bereicherungen. Zur Erfindung der empirischen Sozialforschung, Suhrkamp, Frankfurt am Main 2007, ISBN 978-3-518-29423-9.
- Etablierung in der Fremde. Vertriebene Wissenschaftler in den USA nach 1933, Campus, Frankfurt/Main 2015, ISBN 978-3593501734.